# 86

86(팔십육)은 85보다 크고 87보다 작은 자연수다.

## 수학
- 합성수로, 그 약수는 1, 2, 43, 86이다. 진약수의 합은 46이므로, 86은 부족수다.
  - 29번째 반소수다. 앞의 반소수는 85, 다음 반소수는 87이다.
- {\displaystyle 86=3^{2}+4^{2}+5^{2}+6^{2}}
  - 연속하는 네 자연수의 제곱합으로 나타낼 수 있는 수다. 이 성질을 지닌 앞의 수는 54, 다음 수는 126이다.

## 과학
- 라돈(Rn)의 원자번호.
- NGC 86: 안드로메다자리 방향에 있는 렌즈형은하.

## 교통
- 고속도로
  - 주간고속도로 제86호선: 같은 번호의 노선 두 개가 있으나, 서로 관련이 없다.
  - 유럽 고속도로 86호선: 알바니아 크리스탈로피기(영어판)에서 그리스 게피라(영어판)까지 이어지는 유럽 고속도로.
- 국도 제86호선
  - 이란 86번 국도
- 기타 도로
  - 현도 제86호선

## 군사
- U-86: 독일의 군용 잠수함. 제1차 세계 대전에 사용된 1916년제 모델(영어판)과 제2차 세계 대전에 사용된 1941년제 모델(영어판)이 있다.

## 문화유산
- 대한민국의 국보 제86호: 개성 경천사지 십층석탑
- 대한민국의 보물 제86호: 강릉 굴산사지 당간지주
- 대한민국의 사적 제86호: 성주 성산동 고분군

## 방송
- 스카이라이프의 라이프타임 채널 번호.
- 지니 TV의 오라이프 채널 번호.
- U+ TV의 동아TV 채널 번호.
- LG헬로비전의 스마일TV 플러스 채널 번호.
- B tv 케이블의 CMC TV 채널 번호.

## 기타
- 날짜: 8월 6일
- 연도: 86년, 기원전 86년
- 중국의 국제전화 국가번호.